# Tom Jager
Thomas Michael (Tom) Jager (East St. Louis, 6 oktober 1964) is een Amerikaans zwemmer.

## Biografie
Jager behaalde zijn grootste successen op de estafettes. Hij won driemaal olympisch goud op de 4x100m vrije slag en tweemaal op de 4x100m wisselslag.
Individueel behaalde Jager zijn grootste successen op de 50m vrije slag. Jager zwom vijf wereldrecords wereldrecords waarbij zijn laatste in 1990 gezwommen wereldrecord 10 jaar bleef staan. Jager werd tweemaal wereldkampioen op de 50 meter en won olympisch zilver en brons op deze afstand.

## Internationale toernooien
| Jaar | Olympische Spelen                                                                               | Wereldkampioenschappen | Pan-Pacifische                          | Pan-Amerikaanse Spelen             |
| ---- | ----------------------------------------------------------------------------------------------- | --- | --------------------------------------- | ---------------------------------- |
| 1982 |                                                                                                 | 4x100m vrije slag · Jager zwom enkel de series                                                                                     |                                         |                                    |
| 1983 |                                                                                                 | |                                         |                                    |
| 1984 | 4x100m vrije slag · Jager zwom enkel de series · 4x100m wisselslag · Jager zwom enkel de series | |                                         |                                    |
| 1985 |                                                                                                 | |                                         |                                    |
| 1986 |                                                                                                 | 50m vrije slag · 100m vrije slag · 4x100m vrije slag · Jager zwom enkel de series · 4x100m wisselslag · Jager zwom enkel de series |                                         |                                    |
| 1987 |                                                                                                 | | 50m vrije slag                          |                                    |
| 1988 | 50m vrije slag · 4x100m vrije slag · 4x100m wisselslag · Jager zwom enkel de series             | |                                         |                                    |
| 1989 |                                                                                                 | | 50m vrije slag · 4x100m vrije slag      |                                    |
| 1990 |                                                                                                 | |                                         |                                    |
| 1991 |                                                                                                 | 50m vrije slag · 4x100m vrije slag                                                                                                 | 50m vrije slag · series 100m vrije slag |                                    |
| 1992 | 50m vrije slag · 4x100m vrije slag                                                              | |                                         |                                    |
| 1993 |                                                                                                 | |                                         |                                    |
| 1994 |                                                                                                 | |                                         |                                    |
| 1995 |                                                                                                 | |                                         | 50m vrije slag · 4x100m vrije slag |

1964: Clark, Austin, Ilman, Schollander ·
1968: Zorn, Rerych, Spitz, Walsh ·
1972: Edgar, Murphy, Heidenreich, Spitz ·
1984: Cavanaugh, Heath, Biondi, Gaines ·
1988: Jacobs, Dalbey, Jager, Biondi ·
1992: Hudepohl, Biondi, Jager, Olsen ·
1996: Olsen, Davis, Schumacher, Hall ·
2000: Klim, Fydler, Callus, Thorpe ·
2004: Schoeman, Ferns, Townsend, Neethling ·
2008: Phelps, Weber-Gale, Jones, Lezak ·
2012: Leveaux, Gilot, Lefert, Agnel ·
2016: Dressel, Phelps, Held, Adrian ·
2020: Dressel, Pieroni, Becker, Apple ·
2024: Alexy, Guiliano, Armstrong, Dressel
- Gemeinsame Normdatei: 1334430837
- Library of Congress Control Number: no2011007892